# Antonio Pieruccini

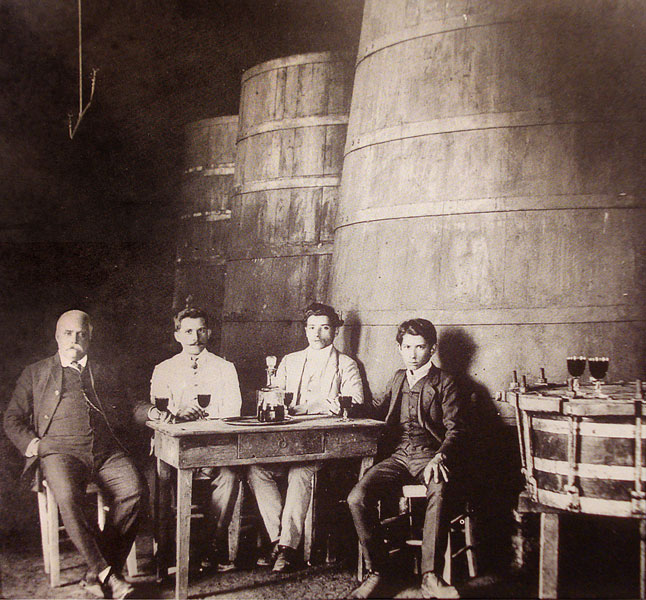
Antonio Pieruccini e seus filhos.

Antonio Pieruccini (Brancoli, 1851 — Caxias do Sul, 26 de setembro de 1938) foi um industrial ítalo-brasileiro, o maior produtor de vinho do Brasil em seu tempo e um dos precursores da vitivinicultura moderna nacional.
Fiho de Rafaelle Puccinelli e Maria Carmelinda Giammattei, Antonio pertencia a uma família de importantes industriais da província de Lucca, e chegou ao Brasil junto com seus irmãos Luigi e Giuseppe, radicando-se na colônia italiana de Caxias do Sul, onde, por motivo ignorado, passaram a usar o sobrenome Pieruccini. Os autores divergem quanto à data de chegada ao Brasil, que tem sido indicada 1872, 1878 ou 1880. A imprensa do início do século XX traz dois registros citando 1872, mas não há sinais de onde possam ter ficado antes de se dirigirem a Caxias, que só foi fundada em 1875. Antonio adquiriu um lote na sede urbana da colônia, onde logo montou um comércio e uma cantina, considerada a primeira da colônia e a mais antiga do estado.
Comprou também terras na zona rural para o cultivo da uva e em fins de 1886 importou da Europa estirpes finas de videira, entre elas Trebbiano, Vernaccia, Merlot, Cintiana e Barbera, para elevar o nível de qualidade do produto local, então maciçamente baseado na uva Isabel. Em 1893 já produzia cerca de quatro mil garrafas de vinho por ano. Foi o responsável pela abertura do mercado paulista para os vinhos caxienses, levando os barris em lombo de burros até lá em 1898.
Os vinhos tiveram uma boa receptividade, principalmente devido à grande presença de colonos italianos em São Paulo, já que o hábito de consumo de vinho ainda não se generalizara entre a população de origem luso-brasileira, mas com o aumento da demanda surgiu um problema: passou a ser usada a madeira mais abundante na região colonial, a araucária, para a confecção dos barris, mas os colonos ainda não haviam se familiarizado bem com as suas propriedades, e depois de algum tempo ela impregnava o produto com um sabor desagradável. Para contornar a dificuldade, Pieruccini introduziu o uso da parafina para isolar o interior dos barris. Também produzia graspa, e em 1906 exportava 3 mil litros por ano.
Entre o fim do século XIX e início do século XX a produção e exportação de vinho foram o esteio da economia caxiense, mas o setor passou por uma crise crônica com fases de altos e baixos. Neste contexto, Pieruccini foi uma liderança, ampliando sua influência através de sua participação, por muitos anos, na diretoria da poderosa Associação dos Comerciantes, que abraçou a campanha em prol do vinho local como uma de suas bandeiras principais, empenhando-se em aprimorar a sua qualidade e modernizar o sistema de produção, pleiteando a redução dos impostos e enfrentando uma onda de adulterações do produto por intermediários paulistas que minavam a credibilidade do vinho sulino. Foi um opositor do sistema cooperativista que Giuseppe di Stefano Paternó, a pedido do governo, havia tentado implantar com um sucesso limitado e efêmero. Na análise de Annalise Cavagnolli, para Pieruccini, a solução "não era o cooperativismo, mas sim a instalação em Caxias, Nova Vicenza e Carlos Barbosa de laboratórios de análises, capazes de realizar junto às cantinas domésticas e às casas comerciais, a fiscalização sobre o vinho. Controlando assim a adição de determinadas substâncias nocivas a sua qualidade".

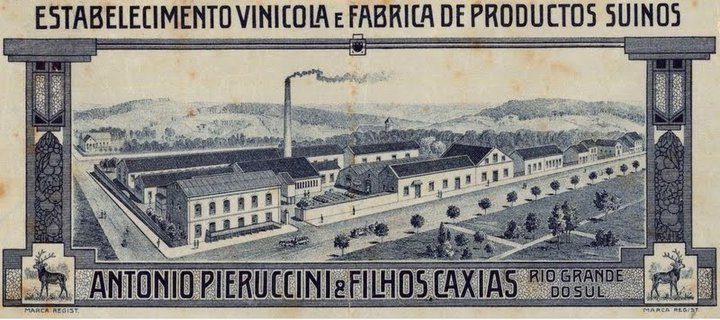
Publicidade da sua indústria.

Sua cantina foi a maior da região durante a República Velha, o que equivale a dizer que por algum tempo foi o maior produtor brasileiro, conquistando os mercados do Rio Grande do Sul, Santa Catarina, Paraná, São Paulo e Rio de Janeiro e ganhando diversas premiações. Destacam-se o Grande Prêmio da Exposição Agropecuária de Porto Alegre (1905) e da Exposição Universal de Turim (1911), medalhas de ouro na Exposição Nacional do Rio de Janeiro (1906), na Exposição Agropecuária de Porto Alegre (1912, 1915), na Exposição de Santa Maria (1914) e na Exposição Agro-Industrial de Caxias (1916), medalhas de prata na Exposição de Santa Maria (1914) e na III Exposição Feira Agro-Industrial de Porto Alegre (1917), e um Diploma de Honra do Instituto Técnico-Industrial do Rio. Foi um dos representantes da cidade na Exposição Internacional do Centenário da República, no Rio (1922-1924), onde recebeu o Grande Prêmio pelos vinhos e uma medalha de ouro pela graspa.
Seus vinhedos se tornaram modelo, recebendo frequentes visitas de autoridades do Brasil e da Itália, interessadas nas técnicas avançadas que utilizava e em sua incomum produtividade. Em 1911, cultivando apenas 10 hectares, mas com 67 qualidades diferentes de uva, produzia anualmente cerca de 600 mil litros de tintos e 6 mil de brancos. Mais tarde essas terras seriam compradas pelo governo para a instalação da Estação Experimental de Viticultura e Enologia. O jornal Città di Caxias em 1915 o descreveu como "o benemérito da indústria vinícola", "um homem muito conhecido no Brasil e com um grande prestígio na indústria vinícola, pois dedicou toda a energia de sua juventude na sua cantina, que é uma grande edificação com um maquinário perfeito para a produção de vinhos”. Em seu aniversário de 1917 recebeu homenagens dos  clubes Recreio da Juventude e Esporte Clube Juventude, e na ocasião o jornalista Alfredo de Lavra Pinto fez um discurso enaltecendo sua importância para a economia da cidade, seu caráter leal e honrado e seu exemplo de trabalho incansável. Seus negócios cresceram continuamente; em 1925 ele produzia 30 milhões de litros anuais de vinho, e o capital de sua empresa ascendia à vultosíssima soma de mil contos de réis. Neste ano foi destacado com muitos elogios em um grande álbum comemorativo dos 50 anos da imigração italiana publicado pelo Governo do Estado e o Consulado da Itália. Um sucesso quase comparável teve sua fábrica de produtos suínos e coloniais, que chegou a ter filiais em várias outras cidades, ganhando medalha de ouro pelos seus salames, presuntos e queijos na Exposição Agro-Industrial de Caxias (1916) e na IV Exposição Nacional de Milho de Porto Alegre (1918), e medalha de prata na III Exposição Feira Agro-Industrial de Porto Alegre (1917). Antonio de Ruggiero, em tese de doutorado, considerou-o como o mais bem sucedido caso de inserção de um estrangeiro no tecido econômico regional.
Seu envolvimento com as causas coletivas levou-o a ingressar na política, primeiro alinhado ao Partido Republicano Rio-Grandense, e depois filiando-se à Aliança Libertadora. Foi conselheiro municipal nos períodos 1908/1912 e 1924/1928 e fez parte da Comissão de Orçamento. Foi um dos delegados caxienses no I Congresso de Intendentes e Presidentes de Conselhos Municipais da Região Colonial (1925), e apoiou a candidatura de Celeste Gobbato para a prefeitura. Colaborou com a Igreja sendo fabriqueiro da Catedral no período de conclusão da fachada e início da decoração interna.
Apesar da pujança dos seus negócios, Pieruccini faliu em 1928. Depois disso sua figura pública praticamente se apaga, mas em 1937, nas comemorações de abertura da Festa da Uva, um grande retrato seu foi inaugurado na sede da Associação dos Comerciantes, em homenagem ao seu pioneirismo na viticultura estadual. Ao falecer em 1938, de "abastado capitalista" que fora, estava na pobreza. Seu desaparecimento causou grande consternação na cidade, que respeitava seu legado. No obituário publicado pelo jornal O Momento foi chamado de "lutador admirável" e "figura de grande destaque no seio social e industrial deste município". Na mesma nota, o presidente da Liga de Defesa Nacional, dr. Olmiro Azevedo, "depois de enaltecer a vida cheia de trabalho, frisou o significado e a grandeza de sua existência proveitosa, toda ela dedicada ao trabalho, à prosperidade de Caxias, do Rio Grande do Sul e do Brasil". Foi casado com Maria Sabatini ou Sabbadini e teve os filhos Carmelinda, Fioravante, Orlando, Luiz, Tereza e Ângelo. Hoje seu nome batiza uma rua em Caxias.